# Csebény
Csebény là một thị trấn thuộc hạt Baranya, Hungary. Thị trấn này có diện tích 3,76 km², dân số năm 2010 là 104 người, mật độ 28 người/km².